# Guido di Montfort-Bigorre
Guido di Montfort, in spagnolo Guido, catalano Guiu, francese e occitano Guy (fine secolo XII – Castelnaudary, 4 aprile 1220), fu conte di Bigorre, dal 1216 alla sua morte.

## Origine
Secondo il Cartulaire de l'abbaye de Notre-Dame des Vaux de Cernay, Guido era il figlio secondogenito del signore di Montfort-l'Amaury, Simone IV di Montfort e di Alice di Montmorency (?-1221), figlia di Bucardo V di Montmorency (?-1189) e sorella di Matteo II di Montmorency, detto il Grande  (?-1230), connestabile di Francia.

Ancora secondo il documento n° LIV del Cartulaire de Notre-Dame des Vaux de Cernay, Tome I, Simone IV di Montfort era il figlio maschio primogenito del Signore di Montfort-l'Amaury, Simone di Montfort (fu il quarto signore Montfort a portare il nome di Simone) e della moglie, Amicia di Leicester, che secondo la Chronica Albrici Monachi Trium Fontium era la sorella del Conte di Leicester, Robert de Beaumont, IV conte di Leicester, quindi figlia di Robert de Beaumont, III conte di Leicester (1124-1190) e di Petronilla, figlia di William de Grandmesnil.

## Biografia
Guido viene citato in un documento del 1212, il n° IV del Cartulaire de l'abbaye de Notre-Dame de la Trappe, inerente a una donazione fatta all'Abbazia di Notre-Dame de la Trappe dal padre, Simone (Symon comes Leycestrie dominus Montisfortis, Dei providencia Biterrenensis et Carcasonensis vicecomes) assieme alla moglie Alice e ai figli, Amalrico e Guido (A comitissa uxore mea et filiis nostris A et G).

Suo padre, Simone, nel 1204, era divenuto quinto conte di Leicester, e, nell'agosto 1209, era stato nominato capitano generale dell'esercito crociato contro gli albigesi, divenendo in breve tempo visconte di Béziers e di Carcassonne, poi, sempre al comando della crociata albigese, duca di Narbona e conte di Tolosa.
Dopo la morte del re di Aragona, Pietro II alla battaglia di Muret, nel 1213, suo padre, Simone IV di Montfort, ebbe il sopravvento in tutta la regione, e, nel 1216, dal Papa Onorio III fece dichiarare nullo il matrimonio tra il reggente della contea di Provenza, Nuño Sánchez d'Aragona e la viscontessa di Marsan e contessa di Bigorre, Petronilla, che era stato celebrato senza la dovuta dispensa papale. 

In quello stesso anno (1216), Guido di Montfort sposò Petronilla, che secondo la La Vasconie. Tables Généalogiques, era l'unica figlia del Conte di Comminges, visconte di Marsan e Contessa di Bigorre, Bernardo e della viscontessa di Marsan e Contessa di Bigorre, Beatrice III, che ancora secondo la La Vasconie. Tables Généalogiques, era l'unica figlia del Conte di Bigorre e visconte di Marsan, Centullo III, e della moglie, Matella di Baux (1125 - 1175), figlia di Raimondo I di Baux, italianizzato in Raimondo I del Balzo, 4° signore di Les Baux, e di Stefanetta di Provenza, sorella minore di Dolce di Carlat, e figlia del visconte di Millau, di Gévaudan, e di Carlat, Gilberto I di Gévaudan e della Contessa di Provenza, Gerberga (come ci viene confermato dalle Note dell'Histoire Générale de Languedoc, Tome II); anche la Chronique de Guillaume de Puy-Laurens, conferma il matrimonio, dicendo che in questo modo rinforzava la difesa della contea di Tolosa dalla parte della Guascogna.

Guido partecipò a numerosi fatti d'arme della crociata, fu ferito dal suocero nel corso dell'Assedio di Tolosa del 1218, dove suo padre, Simone IV di Montfort morì, davanti alle mura di Tolosa, il 25 giugno, colpito da una pietra, lanciata da una macchina da getto azionata da donne.; gli Obituaires de Sens Tome II, Abbaye de Haute-Bruyère ci informano che Simone fu sepolto nell'abbazia de Haute-Bruyère.
Guido fu ferito a morte nell'assedio di Castelnaudary (1220); Guillaume de Nangis, nella sua cronaca, riporta che Guido (Gui fils de Simon de Montfort) fu assassinato dal conte di Saint Gilles (fut ignomineusement tue par le comte de Saint-Gilles).

L'Obituaires de Sens Tome I.2, Abbaye de Port-Royal riporta la morte il 4 aprile 1220 (II Non Apr. Ce jour murut le jeune Guydo de Montfort [1220]).

Guido fu tumulato nell'abbazia de Haute-Bruyère, vicino a Saint-Rémy-l'Honoré.
Suo fratello, Amalrico, nel 1237, fece una donazione all'abbazia di Notre-Dame de La Roche, anche in memoria di Guido (Guidonis Bigorensis comitis fratris nostri), come riporta il documento n° VII del Cartulaire de l'abbaye de Notre-Dame de La Roche, in cui Amalrico si cita come conte e connestabile (Almaricus comes Montisfortis, Francie constabularius).

## Discendenza
Guido, chiamato Guido di Narbona nel Procès pour la possession du comté de Bigorre (1254-1503),  aveva sposato Petronilla a Tarbes, il 6 novembre 1216.
Petronilla era al suo terzo matrimonio, avendo sposato, in prime nozze, il Visconte di Béarn, Gastone VI. Dopo essere rimasta vedova, in seconde nozze, il reggente della contea di Provenza, Nuño Sánchez d'Aragona; il matrimonio nenne annullato dopo circa un anno. 

Petronilla ai due primi mariti non aveva dato figli. 

Guido da Petronilla ebbe due figlie:
- Alice († 1255), Contessa di Bigorre, che andò sposa a Jourdain Eschivat de Chabanais, poi a Raoul de Courtenay, signore di Champigneulles[24];
- Petronilla, andata sposa a Raoul de la Roche-Tesson[24].

### Fonti primarie
- (LA)  Cartulaire de Notre-Dame des Vaux de Cernay, Tome I.
- (LA)  Monumenta Germaniae Historica, tomus XXIII.
- (LA)  Cartulaire de l'abbaye de Notre-Dame de la Trappe.
- (LA)  Histoire générale de Languedoc : avec des notes et les pièces justificatives. T. 2.
- (FR)  Histoire Générale de Languedoc avec des Notes, Tome V.
- (FR)  Chronique de Guillaume de Nangis.
- (LA)  Nécrologe-obituaire de la cathédrale du Mans.
- (LA)  Obituaires de la province de Sens. Tome 2.
- (LA)  Cartulaire de l'abbaye de Notre-Dame de La Roche.

### Letteratura storiografica
- (FR)  LA VASCONIE.
- (FR)  Histoire générale de Languedoc, Notes, tomus II.
- (FR)  Histoire de la guerre des Albigeois. Chronique de Guillaume de Puy-Laurens.
- (LA)  (FR)  Procès pour la possession du comté de Bigorre (1254-1503).
- E. F. Jacob, Innocenzo III, in Storia del mondo medievale, cap. I, vol. V, 1999, pp. 5–53
- Zoè Oldenbourg L'assedio di Montsegur Garzanti 1990